# کاتلو سیمینو
کاتلو سیمینو (انگلیسی: Catello Cimmino؛ زادهٔ ۱۲ دسامبر ۱۹۶۵) بازیکن فوتبال اهل ایتالیا است.
از باشگاه‌هایی که در آن بازی کرده‌است می‌توان به باشگاه فوتبال کومو، باشگاه فوتبال آولینو، باشگاه فوتبال آسکولی، و باشگاه فوتبال آ.ث. میلان اشاره کرد.